# Російська латинка
Росі́йська лати́нська абе́тка, також росі́йська лати́нка —  спільна назва різних варіантів запису російської мови засобами латинської абетки.

## Історія

### Латинка в східнослов'янських мовах
Перші випадки використання латинки для запису східнослов'янських мов зустрічалися в документах Великого князівства Литовського і Речі Посполитої в XVI - XVIII століттях. За перевагою ці записи були зроблені староукраїнською мовою. По суті східнослов'янські мови записувалася з використанням правил польської ортографії. У XVII столітті в Московщині з'являється мода робити короткі записи російською мовою літерами латинського алфавіту. Особливо широко ця практика поширилася в 1680-х - 1690-х рр.
Відомі записи російської мови іноземними мандрівниками: французький словник-розмовник XVI століття латинським алфавітом і словник-щоденник Річарда Джемса, в основному латинською графікою (з впливом ортографії різних західноєвропейських мов), але з вкрапленням літер грецького і російського алфавіту.
У XIX - першій половині XX століття польська латинка вживалася для передачі білоруської мови. Білоруська мова тоді перейшов до фонетичної системи писемного мовлення. У 1900 році cz, sz і ż почали замінюватися на č, š і ž. Оскільки нові літери використовувала газета Naša Niwa, латинка іноді іменувалася «нашенивською». Попередня латинка іноді називалася «великолитовською».
Для української мови в XIX столітті існували два варіанти латиниці: «полонізована» Йосипа Лозинського 1834 роки («абецадло») і «чехізована» чеського славіста Йозефа Іречека 1859 року.

### Окремі проєкти XIX століття
У 1833 році в Москві з'явилася брошура невідомого автора: «Новыя усовершенствованныя литеры русскаго алфавита» або «Орыt wedenія novыh russkih liter». У ній автор пропонував такий алфавіт для російської мови: Aa, Bb, Cc (це), Dd, Ee, Ff, Gg, Hh, Iiĭ, Jj (же), Kk, Ll, Mm, Nn, Oo, Pp, Rr, Ss, Tt, Uu, Vv, Zz, Чч, Шш, Ыы, Юю, Яя.
У 1842 році К. М. Кодінський запропонував в книзі «Упрощение русской грамматики» латинську абетку для російської мови.
У 1857 році Кодінський видав книгу «Преобразование и упрощение русского правописания», в якій знову пропонував запровадити латиницю. Запропонований Кодінскій алфавіт являв суміш румунської, угорської та французької латинки: Aa, Bb, Cc, Dd, Ee, Ff, Gg, Hh, Ii, Jj, Ll, Mm, Nn, Oo, Pp, Qq, Rr, Ss, Tt, Uu, Üü, Vv, Xx, Yy, Zz. Існували досить складні правила ортографії: é (ё), q (к); c (к) в кінці слів, перед приголосними і не палаталізованими голосними, в тому ж значенні диграф ch (ruchi); c (ч) перед палаталізований голосними (але порівняйте: noch); g (г) в кінці слів, перед приголосними і непалаталізованими голосними, в тому ж значенні диграф gh (noghi); g (ж) перед палаталізований голосними (giznh); x (x) в кінці слів, перед приголосними і непалаталізованнимі голосними, в тому ж значенні диграф xh; h (ь, ъ). Диграфи: cz (ц), sz (ш), sc (щ), hi (ы) — rhibhi, bhil, czarh. У словах іноземного походження застосовується ç (ц), -ция в іноземних словах передавалося -tia. Закінчення прізвищ -ов, -ев передавалися -of, -ef. Один звук міг передаватися різними літерами: еа (я) після приголосних, в інших випадках ia; ѣ (ять) в мові та займенниках позначалася її (в інших випадках ê); -е, -ие, -ье> è; i в закінченнях передавав й. Літера у передавала поєднання ий/ый або звук [і] в словах грецького походження (ubycza, novy, systema). Поєднання -шн- передавалося триграфом chn. Вводяться також дифтонги: Eugeny, Aurora.
У 1845 в пику Кодінскому російську латиницю запропонував В. Бєлінський, що виключає диграфи   : Aa, Bb, Cc (це), Dd, Ee, Ff, Gg (густое «га»), Hh (тонкое «га»), Ii, Jj, Kk, Ll, Mm, Nn, Oo, Pp, Rr, Ss, Ss (ша), Tt, Uu, Vv, Хх (хер), Чч (черв), Цц (ща), Zz, Ƶƶ (живете), Ъъ (ер), Ьь (ерь), Уу (еры), Яя, Ŋ ŋ (ю).
У 1862 році Юліан Котковський в своїй брошурі запропонував усім слов'янам використовувати польський алфавіт.
У 1871 році свій проєкт латиниці запропонував Засядька.

### Радянський проєкт
У 1919 році Науковий відділ Наркомосу, не без участі наркома А. В. Луначарського, Висловився «... про бажаність впровадження латинського шрифту для всіх народностей, що населяють територію Республіки... що є логічним кроком по тому шляху, на який Росія вже вступила, прийнявши новий календарний стиль і метричну систему мір і ваг». Це стало б завершенням алфавітнох реформи, свого часу виконаної Петром I, і стояло б в зв'язку з останньою ортографічною реформою.
У 1920-ті — 30-е по країні прокотилася хвиля латинізації писемности неросійських народів, латинка була зведена в абсолют. Територія СРСР, де вживалася кирилиця (російська мова) — вже представляла собою рід клина , оскільки на півночі і сході Сибіру (Комі, Якутія) вживалася латинка. На півдні країни (Центральна Азія) — також вживалася латинка. Те ж і в Поволжі (Татарська АССР) і інших регіонах (Кавказ).
У 1929 році Народний комісаріат освіти РРФСР утворив комісію з розробки питання про латинізації російського алфавіту на чолі з професором Н. Ф. Яковлєвим і за участю лінгвістів, книгознавців, інженерів-поліграфістів. Усього в комісію входило 13 осіб, в тому числі:
- А. М. Сухотін,
- Л. І. Жирков (мали досвід створення алфавітів разом з Н. Ф. Яковлєвим),
- А. М. Пєшковський,
- Н. М. Каринська,
- С. І. Абакумов (відомі русисти),
- В. І. Литкін (секретар, перший лінгвіст з народу комі).

Комісія завершила роботу в січні 1930 року. Підсумковий документ (підписаний усіма, крім А. М. Пєшковський) пропонував три варіанти російської латинки, трохи відрізнялися один від одного (опубліковані в № 6 «Культури і писемності Сходу» за 1930 рік). З протоколу засідання комісії від 14 / I 1930: «Перехід найближчим часом російських на єдиний інтернаціональний алфавіт на латинській основі - неминучий».
Варіанти трьох попередніх проєктів були такі: 1) усуває діакритичні знаки, окремі від літер ; 2) прагне до максимального використання власних в друкарнях латинських знаків; 3) на основі «нового тюркського алфавіту». Ці 3 проєкти відрізнялися тільки у відображенні літер ё ы ь я ю (п'ять останніх позицій в нижчеприведений таблиці). У першому варіанті алфавіт складався з 30 літер, а в другому і третьому з 29 (за рахунок подвійного використання j):
| Аа | Aa |    | Ии | Ii |    | Рр | Rr    |       | Шш    | Şş | Şş | Şş |
| Бб | Bb | Йй | Jj | Сс | Ss | Ёё | Óó    | Öö    | Ɵɵ    |    |    |    |
| Вв | Vv | Кк | Kk | Тт | Tt | Ыы | Yy    | Yy    | Ьь    |    |    |    |
| Гг | Gg | Лл | Ll | Уу | Uu | Ьь | Íí    | Jj    | Jj    |    |    |    |
| Дд | Dd | Мм | Mm | Фф | Ff | Юю | Úú    | Üü    | Yy    |    |    |    |
| Ээ | Ee | Нн | Nn | Хх | Xx | Яя | Áá    | Ää    | Əə    |    |    |    |
| Жж | Ƶƶ | Оо | Oo | Цц | Çç | Щщ | Sc sc | Sc sc | Sc sc |    |    |    |
| Зз | Zz | Пп | Pp | Чч | Cc |    |       |       |       |    |    |    |

Літера Щ зображувалася за допомогою поєднання sc: jesco (ещё), vesci (вещи).
Після шиплячих замість ё пропонувалося писати o - cort (чёрт), scot (счёт). Згодом ця ідея знову буде запропонована в невдалій реформі ортографії 1964 року.
Зберігався принцип російської кирилиці, за яким м'якість приголосних перед голосними відображається за допомогою особливих голосних (я, ю, ё, е), а в інших випадках за допомогою додаткової літери ь.
У першому варіанті знаку м'якшення відповідала спеціальна літера í, а в другому і третьому для ь і й використовувалася одна і та ж літера j.
Там, де я, ю, ё і е передають два звуки (на початку складів), їх пропонувалося писати двома літерами: яблуко — jabloko, Югославия — Jugoslavija. Знак м'якшення тому виключався з алфавіту за непотрібністю - sjezd. При цьому у всіх варіантах проєкту м'який знак перед я, е, ё і ю при записи новим алфавітом опускався - Nju-Jork, vjuga.
Приклади написаний за трьома проєктами:
| кирилиця | латинка | латинка | латинка |        | кирилиця | латинка | латинка | латинка |
| кирилиця | 1       | 2       | 3       | 1      | кирилиця | 2       | 3       |         |
| -------- | ------- | ------- | ------- | ------ | -------- | ------- | ------- | ------- |
| этот     | etot    | etot    | etot    |        | лук      | luk     | luk     | luk     |
| еда      | jeda    | jeda    | jeda    | люк    | lúk      | lük     | lyk     |         |
| подъезд  | podjezd | podjezd | podjezd | мол    | mol      | mol     | mol     |         |
| ёлка     | jolka   | jolka   | jolka   | мёл    | mól      | möl     | mɵl     |         |
| подъём   | podjom  | podjom  | podjom  | мель   | melí     | melj    | melj    |         |
| яма      | jama    | jama    | jama    | кон    | kon      | kon     | kon     |         |
| изъян    | izjan   | izjan   | izjan   | конь   | koní     | konj    | konj    |         |
| юг       | jug     | jug     | jug     | топ    | top      | top     | top     |         |
| адъюнкт  | adjunkt | adjunkt | adjunkt | топь   | topí     | topj    | topj    |         |
| рай      | raj     | raj     | raj     | дьяк   | djak     | djak    | djak    |         |
| зной     | znoj    | znoj    | znoj    | льёт   | ljot     | ljot    | ljot    |         |
| улей     | ulej    | ulej    | ulej    | вьюга  | vjuga    | vjuga   | vjuga   |         |
| дуй      | duj     | duj     | duj     | все    | vse      | vse     | vse     |         |
| мел      | mel     | mel     | mel     | всё    | vsó      | vsö     | vsɵ     |         |
| мал      | mal     | mal     | mal     | чёрный | cornyj   | cornyj  | cornьj  |         |
| мял      | mál     | mäl     | məl     | объём  | objom    | objom   | objom   |         |

25 січня 1930 року Політбюро ЦК ВКП (б) під головуванням Сталіна дало доручення Главнауке припинити розробку питання про латинізації російського алфавіту.
До практичної реалізації проєкту справа не дійшла. Пам'ять від нього залишилася переважно в гумористичному контексті: в популярному романі І. А. Ільфа і Е. П. Петрова «Золоте теля» описується винайдений тов. Полихаєва (начальником контори під назвою «Геркулес») універсальний штамп з таким текстом:
|  | У відповідь на .......................... ми, геркулесівці, як одна людина, відповімо: <...> л) поголовним переводом діловодства на латинський алфавіт, а також всім, що знадобиться надалі. |

Повідомляється, що співробітників «особливо бентежив пункт про латинський алфавіт». Хоча дія роману відноситься до 1930 року — апогею радянської кампанії по латинізації, зрозуміло, що рішуче обіцянку в місті Чорноморську (тобто в Одесі ) було передчасним і абсурдним.
Після 1936 року про переведення російського листи на латиницю, мабуть, уже ніхто не думав, оскільки почався протилежний процес — кирилізації. Робота по запису російської мови латиницею перейшла в площину розробок систем транслітерації. Також під назвою романізації відомі зарубіжні розробки для кириличних алфавітів. Вони зазвичай перераховуються в таблиці різних способів транслітерації російського алфавіту.

### Випадки вживання латиниці в пострадянський період
Оригінальний спосіб передачі російської мови латинкою запропонувала в 2005 році Людмила Петрушевська, назвавши його «николаїцею» на честь свого діда, лінгвіста Н. Ф. Яковлєва.
25 серпня 2017 року депутат Законодавчих зборів Ленінградської області Володимир Петров звернувся до Міністерства освіти і науки РФ і Російської академії наук з проханням створити другу російську абетку — засновану на латинському алфавіті. Депутат попросив чиновників і академіків вивчити аргументи на користь створення однакового латинського алфавіту російської мови, а також його паралельного впровадження для використання і вивчення в російських освітніх установах.